# 长花秋英爵床
长花秋英爵床（学名：Cosmianthemum longiflorum）为爵床科秋英爵床属的植物。分布于中国大陆的广西等地，目前尚未由人工引种栽培。